# Неводарі
Неводарі (рум. Năvodari) — місто у повіті Констанца в Румунії. Адміністративно місту також підпорядковане село Мамая-Сат (населення 200 осіб, 2002 рік).
Місто розташоване на відстані 200 км на схід від Бухареста, 16 км на північ від Констанци, 131 км на південь від Галаца.

## Населення
За даними перепису населення 2002 року у місті проживали 32 390 осіб.
Національний склад населення міста:
| Національність   | Кількість осіб | Відсоток |
| ---------------- | -------------- | -------- |
| румуни           | 30717          | 94,8%    |
| росіяни-липовани | 910            | 2,8%     |
| цигани           | 303            | 0,9%     |
| турки            | 247            | 0,8%     |
| татари           | 126            | 0,4%     |
| угорці           | 32             | 0,1%     |
| українці         | 21             | 0,1%     |
| греки            | 8              | < 0,1%   |
| німці            | 5              | < 0,1%   |
| італійці         | 5              | < 0,1%   |
| болгари          | 3              | < 0,1%   |
| чанго            | 3              | < 0,1%   |
| євреї            | 1              | < 0,1%   |

Рідною мовою назвали:
| Мова       | Кількість осіб | Відсоток |
| ---------- | -------------- | -------- |
| румунська  | 31470          | 97,2%    |
| російська  | 480            | 1,5%     |
| турецька   | 183            | 0,6%     |
| циганська  | 103            | 0,3%     |
| татарська  | 84             | 0,3%     |
| угорська   | 29             | 0,1%     |
| українська | 13             | < 0,1%   |
| грецька    | 7              | < 0,1%   |
| італійська | 5              | < 0,1%   |
| німецька   | 4              | < 0,1%   |

Склад населення міста за віросповіданням:
| Релігія                                       | Кількість осіб | Відсоток |
| --------------------------------------------- | -------------- | -------- |
| православні                                   | 30634          | 94,6%    |
| римо-католики                                 | 436            | 1,3%     |
| мусульмани                                    | 430            | 1,3%     |
| старообрядці                                  | 359            | 1,1%     |
| баптисти                                      | 172            | 0,5%     |
| п'ятдесятники                                 | 145            | 0,4%     |
| адвентисти                                    | 94             | 0,3%     |
| бретрени                                      | 36             | 0,1%     |
| греко-католики                                | 30             | 0,1%     |
| лютерани                                      | 7              | < 0,1%   |
| атеїсти                                       | 6              | < 0,1%   |
| реформати                                     | 4              | < 0,1%   |
| не релігійні                                  | 4              | < 0,1%   |
| лютерани (Синодально-пресвітеріанська церква) | 1              | < 0,1%   |
| лютерани (Аугсбурзького сповідання)           | 1              | < 0,1%   |

## Зовнішні посилання
- Дані про місто Неводарі на сайті Ghidul Primăriilor [Архівовано 9 вересня 2012 у Wayback Machine.]

| Румунія | Це незавершена стаття з географії Румунії. Ви можете допомогти проєкту, виправивши або дописавши її. |